# Needlejuice Records
Needlejuice Records es un sello discográfico independiente fundado en septiembre de 2017 y operado por Austin Aeschliman, Jace McLain y Brandon Brown. El primer lanzamiento del sello, publicado en 2017, fue el álbum Polygondwanaland de King Gizzard & the Lizard Wizard .

## Lista de bandas
Artistas actuales:
 
- Angel Marcloid
- Arrogant Worms
- Ashley Ninelives
- Bazooty
- Billy Cobb
- Bolonium
- The Boobles
- Bryan Scary[4]
- bubbo
- Cat System Corp.
- Chinese Hackers
- Coaltar of the Deepers
- Dave Soldier
- Deer God & Luminous Shade
- Desert Sand Feels Warm at Night
- dinky
- Dogbowl
- Eldren
- Flummox[5]
- Haishen
- Icosahedron
- I've Made Too Much Pasta
- Kawai Sprite
- King Gizzard & the Lizard Wizard[4]
- King Missile
- Leema Mountain (también conocido como Lima Research Society)
- Lemon Demon[4]
- Logan Whitehurst & the Jr. Science Club
- Marc with a C[4]
- MC Lars
- Mega Ran
- Napoleon XIV
- Nick Lutsko
- Nuclear Bubble Wrap
- OK Glass
- Ookla the Mok
- Plasma Canvas
- Raptor Vomit
- TheRealSullyG
- Regdar and the Fighters
- The Scary Jokes[6]
- Seth Faergolzia's Multibird
- Schäffer The Darklord
- Joe Siris
- Skeleton Lipstick
- SYCDVK
- Stephen Lynch
- Tally Hall[4]
- Steve Goodie
- Tom Lehrer
- Trouble's Afoot
- Trust Fund Ozu
- TV's Kyle
- Worm Quartet
- Zer0 れい

## enlaces externos
- Sitio web oficial
- Needlejuice Records en Bandcamp

- Datos: Q112128196